# Søren Norby
Søren Norby (1470 – Firenze, 12 marzo 1530) è stato un ammiraglio danese.
Fedele di Cristiano II di Danimarca, divenne presto feudatario di Gotland. Nel 1520 assediò Stoccolma, ma nel 1523 fu costretto all'esilio in Russia dal nuovo re Federico I di Danimarca. Divenuto mercenario di Carlo V, fu ucciso in Italia.